# Селитра (приток Керзи)
Селитра — река в России, протекает в Унинском и Немском районах Кировской области. Левый приток реки Керзи. Длина реки составляет 31 км, площадь водосборного бассейна 167 км².

## География
Река Селитра берёт начало в Унинском районе южнее села Комарово (центр Комаровского сельского поселения). Течёт на юго-запад через ненаселённые леса. Устье реки находится в 4,2 км по левому берегу реки Керзя.

## Данные водного реестра
По данным государственного водного реестра России относится к Камскому бассейновому округу, водохозяйственный участок реки — Вятка от водомерного поста посёлка городского типа Аркуль до города Вятские Поляны, речной подбассейн реки — Вятка. Речной бассейн реки — Кама.
По данным геоинформационной системы водохозяйственного районирования территории РФ, подготовленной Федеральным агентством водных ресурсов:
- Код водного объекта в государственном водном реестре — 10010300512111100039825
- Код по гидрологической изученности (ГИ) — 111103982
- Код бассейна — 10.01.03.005
- Номер тома по ГИ — 11
- Выпуск по ГИ — 1